# Grammia celia
Grammia celia är en fjärilsart som beskrevs av Saunders 1863. Grammia celia ingår i släktet Grammia och familjen björnspinnare. Inga underarter finns listade i Catalogue of Life.